# NHK大津放送局
NHK大津放送局（日语：NHK大津放送局），又译NHK大津广播电视台，是日本放送協會位於滋賀縣大津市、負責主管滋賀縣當地事務的地方广播电视台（放送局）。

## 频道频率一览

### 电视频道
- NHK综合频道（呼号JOQP-DTV）

### 广播频率
- NHK第一套广播（呼号JOQP，与KBS滋贺共用发射台）
- NHK调频广播（呼号JOQP-FM）

## 外部連結
- 官方網站 （页面存档备份，存于）
- NHK大津的X（前Twitter）